# Gerhard Wendt
Gerhard Martin Harry Wendt, född 21 november 1934 i Helsingfors, död 11 januari 2010 i Åbo, var en finländsk fysiker och företagsledare. 
Wendt blev student 1953, ingenjör 1958, filosofie kandidat 1960, filosofie licentiat 1962 och filosofie doktor i experimentell kärnfysik 1963. Han var assistent vid Tekniska läroverket i Helsingfors 1958–1961, bedrev forskning vid University of Wisconsin–Madison 1963–1964 och var biträdande professor vid Western Michigan University 1964–1965. Han var produktionschef vid Fiskars 1965–1966, produktutvecklingschef vid Rosenlew 1966–1967 och fabrikschef där 1967–1970. Han var verksam vid Kone Oy från 1970, blev medlem av detta bolags styrelse 1979 och var dess verkställande direktör 1989–1994. Han innehade styrelseuppdrag i flera bolag, bland annat i Vaisala, Imatran Voima, Instrumentarium (även ordförande), Algol, Ahlström, Outokumpu (även ordförande) och Fortum.